# Râul Valea Babei, Prahova
Râul Valea Babei este un curs de apă, afluent al râului Prahova.